# Ủy ban Thường vụ Quốc hội Việt Nam khóa XV
Ủy ban thường vụ Quốc hội Việt Nam khóa XV nhiệm kì 2021-2026 được Quốc hội Việt Nam khóa XV bầu lên trong Kỳ họp thứ nhất diễn ra từ ngày 20 đến ngày 28 tháng 7 năm 2021 tại Hà Nội.

## Thành viên
| Chức vụ                                                        | Tên                                                       | Chức vụ trong Đảng                                                                           | Ghi chú |
| -------------------------------------------------------------- | --------------------------------------------------------- | -------------------------------------------------------------------------------------------- | --- |
| Chủ tịch Quốc hội                                              | Trần Thanh Mẫn                                            | - Ủy viên Bộ Chính trị - Bí thư Đảng ủy Quốc hội                                             | - Ủy viên Hội đồng Quốc phòng và An ninh - Chủ tịch Tổ chức Nghị sĩ hữu nghị Việt Nam |
| Phó Chủ tịch Quốc hội                                          | Nguyễn Khắc Định                                          | - Ủy viên Trung ương Đảng - Phó Bí thư thường trực Đảng ủy Quốc hội                          | - Chủ tịch Nhóm nghị sĩ Việt Nam - Nga |
| Phó Chủ tịch Quốc hội                                          | Nguyễn Đức Hải                                            | - Ủy viên Trung ương Đảng - Ủy viên BTV Đảng ủy Quốc hội                                     | - Chủ tịch Nhóm nghị sĩ Việt Nam - Campuchia |
| Phó Chủ tịch Quốc hội                                          | Thượng tướng Trần Quang Phương                            | - Ủy viên Trung ương Đảng - Ủy viên BTV Đảng ủy Quốc hội                                     | - Ủy viên Đoàn Chủ tịch Ủy ban Trung ương Mặt trận Tổ quốc Việt Nam - Ủy viên Hội đồng công tác quần chúng Trung ương - Ủy viên Ủy ban Quốc gia về Thanh niên Việt Nam - Chủ tịch Nhóm nghị sĩ Việt Nam - Trung Quốc                 |
| Phó Chủ tịch Quốc hội                                          | Nguyễn Thị Thanh                                          | - Ủy viên Trung ương Đảng - Ủy viên BTV Đảng ủy Quốc hội                                     | - Chủ tịch Nhóm Nghị sĩ hữu nghị Việt Nam – Hàn Quốc - Chủ tịch Nhóm nghị sĩ Việt Nam - Lào |
| Phó Chủ tịch Quốc hội                                          | Lê Minh Hoan                                              | - Ủy viên Trung ương Đảng - Ủy viên BTV Đảng ủy Quốc hội                                     | |
| Phó Chủ tịch Quốc hội                                          | Vũ Hồng Thanh                                             | - Ủy viên Trung ương Đảng - Ủy viên BTV Đảng ủy Quốc hội                                     | - Chủ tịch Nhóm Nghị sĩ hữu nghị Việt Nam – Hungary. |
| Tổng Thư ký Quốc hội Chủ nhiệm Văn phòng Quốc hội              | Bùi Văn Cường (đến 10/2024) Lê Quang Tùng (từ 11/2024)    | - Ủy viên Trung ương Đảng - Ủy viên BTV Đảng ủy Quốc hội                                     | - Bí thư Đảng ủy cơ quan Văn phòng Quốc hội - Chủ tịch Nhóm Nghị sĩ hữu nghị Việt Nam – các nước ASEAN |
| Chủ nhiệm Ủy ban Quốc phòng, An ninh và Đỗi ngoại              | Trung tướng Lê Tấn Tới                                    | - Ủy viên Trung ương Đảng - Ủy viên BTV Đảng ủy Quốc hội                                     | - Chủ tịch Nhóm Nghị sĩ hữu nghị Việt Nam – Australia |
| Chủ tịch Hội đồng Dân tộc                                      | Y Thanh Hà Niê Kđăm (đến 04/2025) Lâm Văn Mẫn (từ 7/2025) | - Ủy viên Trung ương Đảng - Ủy viên BTV Đảng ủy Quốc hội                                     | - Chủ tịch Nhóm Nghị sĩ hữu nghị Việt Nam – Canada |
| Phó Chủ tịch Thường trực Hội đồng Dân tộc                      | Hoàng Duy Chinh                                           | - Ủy viên Trung ương Đảng - Ủy viên BTV Đảng ủy Quốc hội                                     | |
| Chủ nhiệm Ủy ban Kinh tế và Tài chính Quốc hội                 | Phan Văn Mãi                                              | - Ủy viên Trung ương Đảng - Ủy viên BTV Đảng ủy Quốc hội                                     | |
| Phó Chủ nhiệm Thường trực Ủy ban Kinh tế và Tài chính Quốc hội | Lê Quang Mạnh                                             | - Ủy viên Trung ương Đảng - Ủy viên BTV Đảng ủy Quốc hội                                     | |
| Phó Bí thư chuyên trách Đảng ủy Quốc hội                       | Vũ Hải Hà                                                 | - Ủy viên Trung ương Đảng                                                                    | - Phó Chủ tịch Tổ chức nghị sĩ hữu nghị Việt Nam - Chủ tịch Liên minh nghị viện thế giới (IPU) Quốc gia Việt Nam - Chủ tịch Nhóm nghị sĩ hữu nghị Việt Nam - Cuba.                                                                   |
| Chủ nhiệm Ủy ban Khoa học, Công nghệ và Môi trường             | Lê Quang Huy                                              | - Ủy viên Trung ương Đảng - Ủy viên BTV Đảng ủy Quốc hội                                     | - Chủ tịch Nhóm Nghị sĩ hữu nghị Việt Nam – Hoa Kỳ |
| Chủ nhiệm Ủy ban Văn hóa và Xã hội                             | Nguyễn Đắc Vinh                                           | - Ủy viên Trung ương Đảng - Ủy viên BTV Đảng ủy Quốc hội                                     | - Chủ tịch Nhóm Nghị sĩ hữu nghị Việt Nam – Italia |
| Chủ nhiệm Ủy ban Pháp luật và Tư pháp                          | Hoàng Thanh Tùng                                          | - Ủy viên Trung ương Đảng - Ủy viên BTV Đảng ủy Quốc hội                                     | - Chủ tịch Nhóm Nghị sĩ hữu nghị Việt Nam – EP |
| Chủ nhiệm Ủy ban Công tác đại biểu                             | Nguyễn Thanh Hải                                          | - Ủy viên Trung ương Đảng - Ủy viên BTV Đảng ủy Quốc hội - Phó Trưởng Ban Tổ chức Trung ương | - Phó Chủ tịch Nhóm Nữ Đại biểu Quốc hội Việt Nam |
| Chủ nhiệm Ủy ban Dân nguyện và Giám sát                        | Dương Thanh Bình                                          | - Ủy viên Trung ương Đảng - Ủy viên BTV Đảng ủy Quốc hội                                     | - Chủ tịch Nhóm Nghị sĩ hữu nghị Việt Nam – Ấn Độ |
| Phó Chủ nhiệm Thường trực Ủy ban Dân nguyện và Giám sát        | Lê Thị Nga                                                | - Ủy viên Trung ương Đảng - Ủy viên BTV Đảng ủy Quốc hội                                     | - Chủ tịch Nhóm Nghị sĩ hữu nghị Việt Nam - Ba Lan - Thành viên Ban Chỉ đạo Cải cách Tư pháp Trung ương - Thành viên Ban Chỉ đạo Trung ương về phòng, chống tham nhũng, tiêu cực - Phó Chủ tịch Thường trực Nhóm nữ nghị sĩ Việt Nam |

## Các phiên họp
Các phiên họp của Ủy ban thường vụ Quốc hội khóa XV.